# Pandemia de COVID-19 en Dakota del Sur
Los primeros casos de la pandemia de enfermedad por coronavirus en Dakota del Sur, estado de los Estados Unidos, inició el 10 de marzo de 2020. Hay 2.668 casos confirmados, 1.830 recuperados y 21 fallecidos.

## Cronología

### Marzo
El 10 de marzo, la oficina de la gobernadora Kristi Noem anunció los primeros cuatro casos y una muerte repartidos en los condados de Beadle, Charles Mix, Davison y Minnehaha.
El 13 de marzo, Noem declaró el estado de emergencia; Las escuelas cerraron a partir del 16 de marzo.

### Abril
El 9 de abril, se confirmó que más de 80 empleados de una planta procesadora de carne de cerdo de Smithfield Foods en Sioux Falls tenían COVID-19. La planta anunció que suspendería las operaciones a partir del 11 de abril. Para ese día, los empleados de Smithfield representaban la mayoría de los casos activos en Dakota del Sur. Algunas actividades continuaron en la planta el 14 de abril, ya que planeaba cerrar por completo. El 15 de abril, 438 empleados de Smithfield dieron positivo para COVID-19.